# Pristimantis gentryi
Espèce
Synonymes
- Eleutherodactylus gentryi Lynch & Duellman, 1997

Statut de conservation UICN

 EN B1ab(iii) : En danger
Pristimantis gentryi est une espèce d'amphibiens de la famille des Craugastoridae.

## Répartition
Cette espèce est endémique de la province de Cotopaxi en Équateur. Elle se rencontre entre 2 850 et 3 380 m d'altitude dans la cordillère Occidentale.

## Description
Les mâles mesurent de 23,0 à 28,5 mm et les femelles de 29,6 à 35,5 mm.

## Étymologie
Cette espèce est nommée en l'honneur du botaniste Alwyn Howard Gentry.

## Publication originale
- Lynch & Duellman, 1997 : Frogs of the genus Eleutherodactylus (Leptodactylidae) in western Ecuador: systematics, ecology, and biogeography. Special Publication, Natural History Museum, University of Kansas, no 23, p. 1-236 (texte intégral).